# ترمرو
ترمرو (به اسپانیایی: Turmero) یک منطقهٔ مسکونی در ونزوئلا است که در ایالت آراگوآ واقع شده‌است.

## خصوصیات
ترمرو ۳۶٫۲۸ کیلومترمربع مساحت و ۵۱٬۲۳۵ نفر جمعیت دارد و ۴۴۶ متر بالاتر از سطح دریا واقع شده‌است.